# 遠い未来のタイムライン

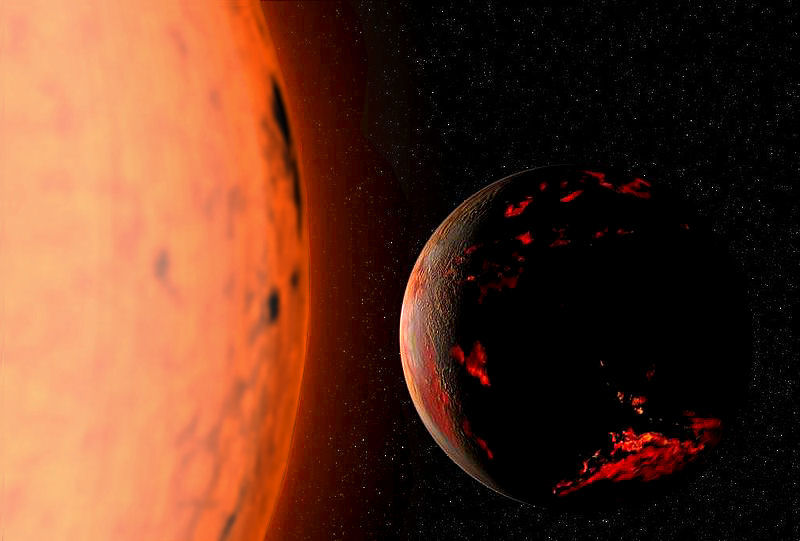
太陽が赤色巨星になり、地球が炭化した時の想像図

遠い未来のタイムライン（とおいみらいのタイムライン）では、現在から遠く離れた未来の出来事を時系列順に列挙する。
遠い未来に起こることを完全に予想することは出来ないが、様々な分野において、現在の知識に基づいて、大まかながら予測することは可能である。分野としては、惑星や星の形成・死を明らかにする天文学、最小スケールでの物質の挙動を記述する素粒子物理学、生命の進化を予想する進化生物学、数千年単位での大陸の動きを予想するプレートテクトニクスが挙げられる。
地球の将来、太陽系の将来、宇宙の将来は熱力学第二法則によって説明される。熱力学第二法則によれば、時間とともにエントロピーは増大し、仕事に変換可能である自由エネルギーは喪失していく。また、恒星は最終的には燃料である水素を使い果たしてしまい、天体間が接近すれば、そこで働く重力により惑星がその恒星系からはじき出されたり、恒星系が銀河からはじき出されたりといったことが起きる。
最終的に物質は放射性崩壊による影響を受け、最も安定した物質でさえ、亜原子粒子に分解されてしまう。現在のデータが示唆するところによれば、宇宙の形は平坦であり（もしくは非常に平坦に近く）、そのため有限の時間でビッグクランチが発生することはなく、無限の時間の中でボルツマン脳の形成のような到底起こり得ない事象が起きる可能性がある。
以下の年表では、21世紀前半の現在からおよそ8,000年後に当たる西暦10,000年以降から、予測できる限りの未来までに生じる出来事について述べる。人類が絶滅するかどうか、陽子の崩壊が起きるかどうか、太陽が赤色巨星になった時の地球の運命などの未解決問題があるため、年表に挙げられた事象の中には互いに相反するものもある。

## 出来事の記号
| Astronomy and astrophysics    | 天文学       |
| Geology and planetary science | 惑星科学     |
| Biology                       | 生物学       |
| Particle physics              | 素粒子物理学 |
| Mathematics                   | 数学         |
| Technology and culture        | 技術、文化   |

## 地球、太陽系、宇宙の将来
|                               | 現在からの年数                    | 出来事 |
| ----------------------------- | --------------------------------- | --- |
| Geology and planetary science | 10,000                            | 南極のウィルクス氷河盆地の氷塊が数百年かけて脱落し、東南極氷床が危険に晒される。この氷塊が完全に溶けるまでは長い時間がかり、これによって海水面が3mから4m上昇する。（その他の原因として地球温暖化による影響が挙げられる。これは西南極氷床による短期的な海水面上昇とは別である） |
| Astronomy and astrophysics    | 10,000                            | 赤色超巨星のアンタレスが超新星爆発を起こす。この爆発は日中でも容易に観測できると推測されている。 |
| Geology and planetary science | 25,000                            | 近点移動によるミランコビッチ・サイクルのため、火星の北半球で50,000年間の温暖化のピークを迎え、北極の極冠が減退する。 |
| Astronomy and astrophysics    | 36,000                            | 赤色矮星のロス248が地球から3.024光年まで接近し、太陽から最も近い恒星となる。その後8,000年の間にロス248は離れて、再びケンタウルス座α星が太陽から最も近い恒星となり、その後はグリーゼ445が太陽から最も近い恒星となる。（近い恒星の一覧） |
| Geology and planetary science | 50,000                            | 現在の間氷期が終わり、温暖化にもかかわらず地球には氷河期の中の氷期が訪れる。 ナイアガラの滝がエリー湖の方に32km侵食されて消失する。 カナダ楯状地の多くの氷河湖は、氷河期の後の海面低下と侵食により消失する。 |
| Astronomy and astrophysics    | 50,000                            | 潮汐加速により、ユリウス暦の1日が国際単位系での86,401秒になる。この頃に現代の計時システムを用いるには、毎日うるう秒を追加するか、現在の1秒を引き伸ばす必要がある。 |
| Astronomy and astrophysics    | 100,000                           | 天球上の星の固有運動は銀河系内での星の動きの結果生じるが、この頃には固有運動によって多くの星座が原型を留めなくなる。 |
| Astronomy and astrophysics    | 100,000                           | 極超巨星のおおいぬ座VY星が極超新星爆発を起こす。 |
| Geology and planetary science | 100,000                           | 10万年以内に地球で400 km3ほどのマグマを噴出する大噴火が発生しうる。なおマグマの量の比較として、エリー湖は484 km3である。 |
| Biology                       | 100,000                           | 最終氷期に北緯38°までを覆っていたローレンタイド氷床が後退したあと、北アメリカ原産のミミズ（たとえばフトミミズ科のもの）がアメリカ中西部を通り抜けカナダ＝アメリカ合衆国国境まで自然に生息地を広げるのにかかる時間（移動速度を年間10mと仮定）。（しかし外来種のミミズが既に人の手で広まってしまっており、地域の生態系に影響を及ぼしている） |
| Geology and planetary science | 100,000以上                       | 地球温暖化の影響の一つである二酸化炭素が、安定して大気の10％を占めるようになる。 |
| Geology and planetary science | 250,000                           | ハワイ-天皇海山列のなかで一番新しくできた火山であるロイヒが海面を超えて、新たな火山島が形成される。 |
| Astronomy and astrophysics    | 300,000までに                     | 次の数十万年のどこかで、ウォルフ・ライエ星であるWR 104が超新星爆発を起こすと予想されている。この超新星爆発はガンマ線バーストを生み出し、この星の極が地球に対して12°以内に傾いているなら、地球の生命に脅威を与える可能性があると示唆されている。この星の自転軸はまだはっきりとわかっていない。 |
| Astronomy and astrophysics    | 500,000                           | 地球に直径1kmほどの小惑星が衝突する可能性があり、小惑星の軌道を逸らす事は出来ないと推測されている。 |
| Geology and planetary science | 500,000                           | サウスダコタ州のバッドランズ国立公園の険しい地形は完全に侵食されてしまう。 |
| Geology and planetary science | 950,000                           | バリンジャー・クレーターは最も新しいクレーターの一つであるが、このころには侵食されてしまう。 |
| Geology and planetary science | 100万                             | 地球は3,200 km3 のマグマを噴出する大噴火を経験すると考えられている。これは75,000年前のトバ事変に匹敵する。 |
| Astronomy and astrophysics    | 100万                             | 赤色超巨星のベテルギウスは最長でもこの時までに超新星爆発を起こす。この爆発は日中でも容易に観測する事ができる。 |
| Astronomy and astrophysics    | 100万                             | 天王星の衛星であるデズデモーナとクレシダは衝突すると考えられている。 |
| Astronomy and astrophysics    | 140万                             | グリーゼ710が太陽から0.2光年まで接近する。これにより太陽系を球状に取り巻いているオールトの雲が摂動による重力の影響を受け、その後太陽系内で彗星の衝突が増加する可能性がある。 |
| Biology                       | 200万                             | 人間の活動による海洋酸性化からサンゴ礁の生態系が回復するためには200万年ほどを要する。 |
| Geology and planetary science | 200万以上                         | グランド・キャニオンがさらに侵食され、深くなるが、コロラド川周辺の谷は更に広くなる。 |
| Astronomy and astrophysics    | 270万                             | 平均的なケンタウロス族の軌道の半分が外太陽系の重力的な影響により不安定になる。 |
| Geology and planetary science | 1000万                            | 大地溝帯が紅海により浸水し、新たな海が生じてアフリカ大陸が分断される。アフリカプレートは分かれてソマリアプレートとヌビアプレートを形成する。 |
| Biology                       | 1000万                            | 過去5回のような規模の大量絶滅が起こった場合、その後生物多様性が完全に回復するためには1000万年を要する。もしこのような大量絶滅が無かったとしても通常の絶滅率により現在の大半の種は絶滅し、多くの系統群が新たな種に進化する。 |
| Astronomy and astrophysics    | 1000万 - 10億                     | 天王星の衛星であるキューピッドとベリンダが衝突すると考えられている。 |
| Astronomy and astrophysics    | 5000万                            | フォボスが火星に衝突するまでにかかると推測される時間の上限。 |
| Geology and planetary science | 5000万                            | サンアンドレアス断層が北に動く事でカリフォルニアの海岸がアリューシャン海溝に沈み始める。アフリカ大陸がヨーロッパ大陸に衝突し、地中海盆地がなくなり、ヒマラヤ山脈と同じくらいの山脈が形成される。 アパラチア山脈は100万年に5.7mのペースで侵食され、その倍のペースでこの地域に谷が形成される。 |
| Geology and planetary science | 5000万 - 6000万                   | 10万年で6mのペースでカナディアン・ロッキーが侵食されて平野になる。アメリカの南ロッキー山脈はこれより遅いペースで侵食される。 |
| Geology and planetary science | 5000万 - 4億                      | 地球上の化石燃料が自然によって補充されるのに必要な時間。 |
| Geology and planetary science | 8000万                            | ハワイ島が現在のハワイ諸島の唯一の島になり、現在のハワイ諸島の他の島は水没してしまう。しかしこの場所に新たな島が形成され、新たなハワイ諸島になる。 |
| Astronomy and astrophysics    | 1億                               | 6600万年前の恐竜絶滅時に飛来した小惑星と同程度の小惑星が地球に衝突すると考えられている。 |
| Geology and planetary science | 1億                               | 現在の土星の環の状態を維持できる上限。 |
| Astronomy and astrophysics    | 1億8000万                         | 徐々に地球の自転が遅くなり、地球の1日が今日よりも1時間遅くなる。 |
| Mathematics                   | 2億3000万                         | リアプノフ時間の限界により、これ以降の惑星の軌道の予測は不可能になる。 |
| Astronomy and astrophysics    | 2億4000万                         | 現在から1銀河年経過し、太陽系は現在の位置から天の川銀河を一周する。 |
| Geology and planetary science | 2億5000万                         | 地球の全ての大陸が融合して超大陸になる。この大陸の名前は配置によってパンゲア・ウルティマ大陸、アメイジア大陸、ノヴォパンゲア大陸の3つの名称が授けられている。 |
| Geology and planetary science | 4億 - 5億                         | 超大陸が分裂し始める。 |
| Astronomy and astrophysics    | 5億 - 6億                         | ガンマ線バーストか、極超新星爆発が地球から6500光年以内で起きると予想される。 これにより、地球のオゾン層は破壊され、大量絶滅の引き金に成りうると考えられている。なおオルドビス紀末の大量絶滅は超新星爆発によるガンマ線バーストが原因であるという仮説が提唱されている。しかし超新星爆発が地球に悪影響を及ぼすには地球の方角に放出される必要がある。 |
| Astronomy and astrophysics    | 6億                               | 潮汐加速により月が遠ざかっていき、皆既日食が起きなくなる。 |
| Geology and planetary science | 6億                               | 太陽の輝きの増大に伴い、ケイ酸塩が炭化により崩壊する。日照量の増加は岩石の風化を促進させ、岩石は二酸化酸素を吸収し、炭化する。地球の表面から水が蒸発し、岩石が硬化し、プレートテクトニクスの動きが遅くなり、最終的には止まる。火山活動による二酸化炭素の大気への放出がなくなることで、二酸化炭素の濃度は低下する。この時までに二酸化炭素の濃度はC3型光合成が行えなくなるまで低下する。 C3型光合成を行っている全ての植物(現代の種の99％)は滅びる。                            |
| Geology and planetary science | 8億                               | 二酸化炭素濃度の低下に伴いC4型光合成が行えなくなる。大気から酸素とオゾンが消失し、多細胞生物は滅びる。 |
| Geology and planetary science | 10億                              | 太陽の輝きが10％増加し、地球表面の平均温度が320 K(47 °C, 116 °F)になる。大気は湿度が高い温室状態になり、海が蒸発する。わずかな水が極地に残り、単純な生物しか生きる事が出来なくなる。 |
| Geology and planetary science | 13億                              | 真核生物が二酸化炭素のため絶滅し、原核生物だけが残る。 |
| Astronomy and astrophysics    | 15億 - 16億                       | 太陽の輝きが増すことで、ハビタブルゾーンが外側に移動する。それに伴い、火星の大気の二酸化炭素が増加することで、表面の温度が地球の氷河期と同水準まで上昇する。 |
| Geology and planetary science | 23億                              | 地球の内核が現代のペースと同様に1年に1mmずつ成長すれば、地球の外核が凍りつく。流体の外核が無くなる事で、地磁気は消失し、太陽からの放出物が徐々に大気を減少させていく。 |
| Geology and planetary science | 28億                              | 極地でさえ地球の表面の温度が上昇し、地球の表面の平均温度は422 K (149 °C; 300 °F)に達する。この頃まで単細胞生物は標高が高い湖や洞窟など隔離された場所で減少していくが、この時に完全に死に絶える。 |
| Astronomy and astrophysics    | 30億                              | 地球と月が離れていくなかで、地球の赤道傾斜角を安定させていた効果が減少していく。その結果、地球の極が極端になり、カオスになる。 |
| Astronomy and astrophysics    | 33億                              | 1%の確率で木星の重力が水星の軌道を狂わせ、水星は火星に衝突する事で太陽系内が混沌とする。他に存在する可能性として水星が太陽にのみこまれるケース、太陽からはじき出されるケース、地球と衝突するケースが挙げられる。 |
| Geology and planetary science | 35億 - 45億                       | 大気の下層で水蒸気が40％を占めるようになる。これは太陽の光度が現在よりも約35 - 40％増した結果大気が熱せられることによるものであり、地表の温度は1,600 K (1,330 °C; 2,420 °F)まで上昇し、岩石は融解する。これにより地球は現在の金星のような状態になる。 |
| Astronomy and astrophysics    | 36億                              | 海王星の衛星トリトンがロッシュ限界まで軌道が下がり、崩壊した後、土星のような環を形成する。 |
| Astronomy and astrophysics    | 40億                              | アンドロメダ銀河が銀河系を吸収し、その結果新たにミルコメダ銀河が形成される。太陽系の惑星はこの銀河による衝突の影響は受けないと予想されている。 |
| Astronomy and astrophysics    | 50億                              | 太陽の中心核の水素が使い果たされ、太陽は主系列星から赤色巨星に変化する。 |
| Astronomy and astrophysics    | 75億                              | 太陽の膨張に伴い、地球と火星の自転と公転が同期されると考えられる。 |
| Astronomy and astrophysics    | 75.9億                            | 太陽が赤色巨星になる過程で、半径が現在の太陽の256倍になり、地球と月が太陽に飲み込まれると推測される。最後の衝突の前に、月は地球のロッシュ限界の内側に入って破壊され、破片は大半が地球に落ちるが、一部は環を形成する。 |
| Astronomy and astrophysics    | 79億                              | 太陽がヘルツシュプルング・ラッセル図の赤色巨星になり、現在の半径の256倍に到達する。この過程で水星と金星が確実に破壊され、地球も破壊される可能性が高い。(2023年時点では、地球は破壊されない可能性が高まっている。)また火星も破壊される可能性がある。(これは、ほとんど起きないと推測されている。)この時土星の衛星であるタイタンが生命を維持出来る温度にまで上昇すると考えられる。                                                                                              |
| Astronomy and astrophysics    | 80億                              | 太陽が現在の質量の54.05%の白色矮星になる。この時もし地球が太陽に飲み込まれていなければ、白色矮星になってエネルギーの放出が減少したことによって、他の太陽系の惑星と同様に表面の温度が急速に低下する。 |
| Astronomy and astrophysics    | 220億                             | ダークエネルギーがw = −1.5の場合、ビッグリップによる宇宙の終焉を迎える。チャンドラによるX線による銀河団の観測ではwは0.991未満のため、ビッグリップは起きないと推測されている。 |
| Astronomy and astrophysics    | 500億                             | もし地球と月が太陽に飲み込まれなかった場合、自転と公転の同期を起こし、常に同じ面を向けて回転する。その後、太陽の干潮により、太陽系から角運動量が引き出され、月の軌道は墜落し、地球の回転は加速する。 |
| Astronomy and astrophysics    | 1000億                            | 宇宙の膨張により局所銀河群以外の全ての銀河が宇宙の地平線の彼方に消えて、観測できなくなる。 |
| Astronomy and astrophysics    | 1500億                            | 宇宙マイクロ波背景放射が2.7Kから0.3Kにまで低下し、現代の科学では検出できなくなる。 |
| Astronomy and astrophysics    | 4500億                            | 局所銀河群の47の銀河が一つの大きな銀河になる。 |
| Astronomy and astrophysics    | 8000億                            | 赤色矮星が光の放射のピークである青色矮星の段階を経て、ミルコメダ銀河の光が徐々に減少していくと推測される。 |
| Astronomy and astrophysics    | 1兆                               | 星形成に必要な星間ガスを使い果たし、銀河の星形成が終了する時間の下限。宇宙の膨張はダークエネルギーの比重によって予想されるが、この時には宇宙マイクロ波背景放射は1029倍に まで引き伸ばされ、宇宙の地平線を超えて、ビッグバンの根拠はもはや見つからなくなる。しかし超高速星(英語版)の研究により宇宙の膨張を測定することはできるかもしれない。 |
| Astronomy and astrophysics    | 4兆                               | 太陽から4.25光年離れた最も近い恒星であるプロキシマ・ケンタウリが主系列星から白色矮星へと変化する。 |
| Astronomy and astrophysics    | 12兆                              | 2016年時点で最も小さい恒星（0.075太陽質量）であるVB 10が水素を使い果たし、白色矮星へと変化する。 |
| Astronomy and astrophysics    | 30兆                              | 星（太陽を含む）が近隣の星系の星への接近を経験するのに必要と推測される時間。2つの星が接近した時、惑星の軌道は乱され、星系から完全にはじき出される可能性がある。平均的には、母星から近い惑星の軌道は母星の重力の影響が強いため、はじき出されるには時間がかかる。 |
| Astronomy and astrophysics    | 100兆                             | 銀河での星の形成が終わる時間の上限。これは星が輝く時代から縮退の時代に移行することを意味し、新しい星を形成するための水素はなく、残りの星が緩やかに燃料を使い、死んでいく。 |
| Astronomy and astrophysics    | 110兆 - 120兆                     | 宇宙の全ての星が燃料を使い果たす時間。最も寿命が長い小さな赤色矮星も10兆年から20兆年で寿命を迎える。この時以降、星ほどの質量があるものは、コンパクト星と褐色矮星のみとなる。 褐色矮星の衝突によって新たに赤色矮星としては最小の星ができ、銀河系でおおよそ100の星が輝く。またコンパクト星同士の衝突により超新星爆発が生じる。 |
| Astronomy and astrophysics    | 1015（1000兆）                    | 別の恒星の接近により恒星系から全ての惑星が離れるために必要な時間。この時までに太陽は5Kまで温度が冷え込む。 |
| Astronomy and astrophysics    | 1019 - 1020                       | 90%から99%の褐色矮星とコンパクト星（太陽も含む）が銀河からはじき出される。2つの天体がお互いに接近した時、互いに軌道のエネルギーを交換し、軽い方の天体はエネルギーを得る。何度も接近を繰り返すことで軽い方の天体は銀河から飛び出す。この過程により最終的に銀河系から大半の褐色矮星とコンパクト星ははじき出される。 |
| Astronomy and astrophysics    | 1020                              | 太陽が赤色巨星になる間に、地球が飲み込まれる事なく、さらに他の恒星の接近によって地球が太陽系からはじき出されなかった場合に、地球が重力波の影響により黒色矮星となった太陽と衝突するためにかかる時間。 |
| Astronomy and astrophysics    | 1030                              | 銀河に残り続けた星が銀河の中心の超大質量ブラックホールに取り込まれるために必要な時間。この時までに連星はいずれかの星に落ちていき、惑星も重力放射によって取り込まれる。こうして宇宙には褐色矮星、はじき出された惑星、ブラックホールだけが孤立して残存し続ける。 |
| Particle physics              | 2×1036                            | もし陽子の半減期が想定される最小の時間 (8.2×1033 年) だと仮定した場合、この時観測できる宇宙の全ての陽子が崩壊する。 |
| Particle physics              | 3×1043                            | もし陽子の半減期が想定される最大の時間 (1041 年) であったと仮定した場合、ビッグバンによるインフレーションと宇宙の初期にバリオンが反バリオンを支配した時と同じ過程で陽子が崩壊する。もしこの時までに陽子が崩壊した場合、宇宙にはブラックホールのみが残り、ブラックホールの時代が訪れる。 |
| Particle physics              | 1065                              | もし陽子が崩壊しなかったと仮定した時、宇宙に浮かぶ惑星がトンネル効果により原子と分子に分解される。分離した物体は液体のような動きをして、拡散と重力のために、滑らかな球となる。 |
| Particle physics              | 5.8×1068                          | 3太陽質量程度の恒星ブラックホールがホーキング放射によって亜原子粒子に崩壊する。 |
| Particle physics              | 1.342×1099                        | クエーサーのS5 0014+81は太陽質量の約400億倍ほどの質量があり、現在宇宙で最も重い天体と知られているが、もし角運動量が0だった場合、この時に中心のブラックホールがホーキング放射によって消失する。しかし中心部のブラックホールは現在周辺を吸収しているため、実際に消失するにはもっと時間を要する。 |
| Particle physics              | 1.7×10106                         | 太陽の20兆倍の質量のブラックホールがホーキング放射によって崩壊する時間。これはブラックホールの時代の終焉を意味する。この時を超えて、もし陽子が崩壊すると宇宙は暗黒の時代を迎え、全ての物理的な物質が原子に崩壊し、最後のエネルギーが徐々に喪失し宇宙の熱的死を迎える。 |
| Particle physics              | 10200                             | 1046 年から 10200 年の間に現代の素粒子学で考えられる現象（高位のバビロン保存数の破れ、ヴァーチャル・ブラックホール、スファレロン）によって、観測できる宇宙の全ての核子が崩壊する。 |
| Particle physics              | 101500                            | 陽子が崩壊しなかった時、全てのバリオンが融合し、鉄56になるか、より大きな元素が崩壊して鉄56になる。（鉄の星を参照） |
| Particle physics              | {\displaystyle 10^{10^{26}}}      | 陽子の崩壊とヴァーチャル・ブラックホールが存在しなかったと仮定した時、プランク質量以上の全ての物質が、量子トンネル効果によりブラックホールに変換されるまで必要と推測される時間の下限。長大な時間の中で、最も安定した鉄の星ですらトンネル効果によって破壊される。十分な質量を持った最初の鉄の星は中性子星に変換される仮定で崩壊する。その後中性子星と他の全ての鉄の星はブラックホールに変換される仮定で崩壊する。生じたブラックホールは 10100年で蒸発して、亜原子粒子になる。 |
| Particle physics              | {\displaystyle 10^{10^{50}}}      | 自然なエントロピーの減少により、ボルツマン脳が真空に現れると推測される。 |
| Particle physics              | {\displaystyle 10^{10^{76}}}      | 陽子が崩壊しないか、ヴァーチャル・ブラックホールが生じなかった場合、全ての物質が中性子星かブラックホールになるまでに必要と推測される最大の時間。ヴァーチャル・ブラックホールは即座に原子レベルにまで蒸発してしまうブラックホールである。 |
| Particle physics              | {\displaystyle 10^{10^{120}}}     | 現在の状態が偽の真空状態であった時の、宇宙が熱的死を迎える時間の上限。 |
| Particle physics              | {\displaystyle 10^{10^{10^{56}}}} | 長大な時間の中で新たなビッグバンが新たな宇宙を誕生させ、孤立した真空で量子トンネル効果が生じる。全ての新しい宇宙は少なくとも同じ数の亜原子粒子を有して、弦理論による物理法則に従うと仮定する。この時観測できる宇宙の全ての亜原子粒子の数は{\displaystyle 10^{10^{115}}}ほどで、亜原子粒子が消滅し、量子トンネル効果と量子ゆらぎによってビッグバンを生み出し新たな宇宙が作られるための時間は{\displaystyle 10^{10^{10^{56}}}}ほどである。                                     |

## 人類の将来
|                               | 現在からの年数 | 出来事 |
| ----------------------------- | -------------- | --- |
| technology and culture        | 10,000         | フランク・ドレイクによって作られたドレイクの方程式による最も可能性が高い技術的文明の存続期間。 |
| Biology                       | 10,000         | もしグローバリゼーションが任意交配を推し進めたなら、この頃に人間の遺伝的変異の地域による偏りは無くなり、実際の人口が有効集団サイズと等しくなる。これは決して人類の特徴が均一になるという意味ではなく、マイノリティーの特徴は温存されたままである。例として、ブロンドの髪の人間が居なくなるわけではなく、全世界に均等に分散される。                                                     |
| Mathematics                   | 10,000         | ブランドン・カーターによる人類滅亡の日の論争(英語版)によれば、人類の95％はこの時までに死滅する。人類滅亡の日の論争はこれから生まれる人類とそれまでに生きてきた人類が拮抗する時点についての論争である。 |
| technology and culture        | 20,000         | モリス・スワデシュによる言語年代学によれば、この頃の言語のスワデシュ・リストに含まれる基礎語彙のうち、現在のものと変わっていないのは100に1つに過ぎないと予想されている。 |
| Geology and planetary science | 100,000以上    | 現在の地球の生物圏に見つかるのと同じ位の太陽効率がある植物のみを使って、火星のテラフォーミングで人類が呼吸できるほどに酸素が大気に満ちるまでに必要な時間。 |
| Technology and culture        | 100万          | 人類が光速の10%で宇宙への入植を行うと仮定したとき、銀河系全体に拡がる（カルダシェフ・スケールのIII型にまで発展する）ための最短の時間。 |
| Biology                       | 200万          | 脊椎動物はこれだけ長く隔離されると、一般に異所的種分化が起きる。進化生物学者のジェームス・バレンタインは、もし人類が宇宙への入植を行い遺伝的に隔離されたままこれだけの時間が経過すると、銀河系には我々が驚くほど多種多様な形態や適応を示す複数種の人類が住むことになると予想している。これは意図的な遺伝子改変によるのではなく、集団が隔離されることによる自然なプロセスとして生じる。 |
| Mathematics                   | 780万          | リチャード・ゴットによる人類滅亡の日の論争によれば、人類の95％はこの時までに死滅する。人類滅亡の日の論争はこれから生まれる人類とそれまでに生きてきた人類が拮抗する時点についての論争である。 |
| technology and culture        | 500万 - 5000万 | 現代の技術の範囲で銀河全体に入植することができる最短の時間。 |
| technology and culture        | 1億            | フランク・ドレイクによって作られたドレイクの方程式による技術的文明の存続期間の最大値。 |
| Astronomy and astrophysics    | 10億           | 太陽の輝きの増大によってハビタブルゾーンが太陽系の外側に移動することに合わせるため、小惑星のスイングバイを繰り返すことで地球の軌道を変える天文工学を実施するのに必要と推測される時間。 |

## 宇宙の探索
5つの探査機（ボイジャー1号・2号、パイオニア10号・11号、ニュー・ホライズンズ）は太陽系を離れ、局所恒星間雲に突入する。様々な物質の衝突による損傷や原子力電池の寿命を迎えるため、これらの探査機が以降も機能や形状を持続できるかどうかは不明である。
|                            | 現在からの年数 | 出来事 |
| -------------------------- | -------------- | --- |
| Astronomy and astrophysics | 10,000         | パイオニア10号がバーナード星から3.8光年の地点を通過する。 |
| Astronomy and astrophysics | 25,000         | 1974年11月16日、宇宙に電波によって送信されたアレシボ・メッセージが球状星団M13に届く時間。これは銀河の遠い領域に対して電波でのメッセージの送信を試みた唯一の例である。このメッセージが届くまでの間に星団は、銀河系内で24光年ほど位置が変わるが、このメッセージは星団の直径である168光年以内のずれであれば届くとされる。仮に星団内に何らかの文明を持った惑星が存在し、地球へメッセージを返信したとしても、少なくともさらに25,000年ほどかかる。 |
| Astronomy and astrophysics | 32,000         | パイオニア10号がロス248から3光年の地点を通過する。 |
| Astronomy and astrophysics | 40,000         | ボイジャー1号がきりん座のグリーゼ445から1.6光年の地点まで接近する。 |
| Astronomy and astrophysics | 50,000         | KEOのカプセルが発射された場合、地球の大気圏に再突入する時間。 |
| Astronomy and astrophysics | 296,000        | ボイジャー2号が最も明るい恒星であるシリウスから4.3光年の位置を通過する。 |
| Astronomy and astrophysics | 80万 - 800万   | 銀河宇宙線の影響は現在まだあまり分かっていないが、パイオニア探査機の金属板が銀河宇宙線の侵食によって解読できなくなると推測される時間。 |
| Astronomy and astrophysics | 200万          | パイオニア10号がアルデバランの近くを通過する。 |
| Astronomy and astrophysics | 400万          | パイオニア11号がわし座の星の1つに近づく。 |
| Astronomy and astrophysics | 800万          | LAGEOSの衛星軌道が墜落し、地球の大気圏に再突入する。（LAGEOSは遠い未来の人類の子孫へのメッセージと、未来の大陸について我々が予想した図を搭載している） |
| Astronomy and astrophysics | 10億           | 2つのボイジャーのゴールデンレコードが情報を復元可能な寿命。 |

## 技術の進歩
|                        | 現在からの年数 | 出来事 |
| ---------------------- | -------------- | --- |
| technology and culture | 10,000         | ロング・ナウ協会の幾つかの進行中のプロジェクトの期限。プロジェクトには10,000年の間動作するロング・ナウ時計、ロゼッタプロジェクト、ロングベットプロジェクトが含まれる。またHD-Rosettaの寿命。HD-Rosettaは集束イオンビームでニッケルのプレートに情報を書き込む技術で、ロスアラモス国立研究所によって開発されて、後に商業化された（ロセッタプロジェクトはこの技術が使われており、ロゼッタストーンにちなんで名付けられた）。 |
| Biology                | 10,000         | ノルウェーのスヴァールバル世界種子貯蔵庫のプロジェクトの寿命。 |
| technology and culture | 100,000以上    | オーストリアのハルシュタットの岩塩坑のトランクルームの形式で保存されている人類の記憶(英語版)プロジェクトの寿命。このプロジェクトは粘土による石器に情報を保存する事を目的としている。 |
| technology and culture | 100万          | オランダのトゥウェンテ大学が現在進めているヒューマンドキュメントプロジェクトで計画されている期限。 |
| technology and culture | 10億           | 分子シャトルによる記憶期間の寿命。分子シャトルは鉄ナノ粒子がカーボンナノチューブの中を分子移動する仕組みを利用した技術で、カリフォルニア大学バークレー校によって開発された。 |
| technology and culture | 130億以上      | サウサンプトン大学で研究された5次元データーストレージ(英語版)の寿命。5次元データーストレージはフェムト秒レーザーでナノ構造体をガラスに書き込む技術を用いる。 |

## 人工物
|                               | 現在からの年数 | 出来事 |
| ----------------------------- | -------------- | --- |
| Geology and planetary science | 9,000          | 西暦10,759年、アーサー・ギネスが1759年にサインしたギネス醸造所の借地契約の期限が切れる。 |
| Geology and planetary science | 50,000         | 最も永続性のある温室効果ガスである四フッ化炭素の推定される存続期間。 |
| Geology and planetary science | 100万          | 現代のガラスが分解される。 多くのガラス細工は硬い花崗岩によって構成されているが、1,000年で1mmほど侵食されると仮定すれば、標準的な天候であれば1ｍは侵食される。 メンテナンス無しではギザの大ピラミッドも侵食によって認識できなくなる。 ニール・アームストロングが最初の一歩を踏み出した静かの基地はこの時までに侵食され、12名の月を歩いた宇宙飛行士がかつて立ち去った場所は風化してしまう（月にはほとんど大気がないため、地球上での一般的な風化のプロセスは適応されない）。 |
| Geology and planetary science | 720万          | 整備なしではラシュモア山が侵食されて、彫刻が認識できなくなる。 |
| Geology and planetary science | 1億            | 未来の考古学者が沿岸都市が化石化した地層を特定できる期間。なおこの時の都市の特定方法は大半が建物の基礎と共同溝のような地下の基盤の痕跡を元にすると考えられる。 |

## 天文学の出来事
西暦10,000年以降の天文学上極めて稀な出来事は以下の通りである。
|                            | 日付 / 現在からの年数 | 出来事 |
| -------------------------- | --------------------- | --- |
| Astronomy and astrophysics | 西暦10,663年8月20日   | 皆既日食と水星の太陽面通過が同時に起きる。 |
| Astronomy and astrophysics | 西暦11,268年8月25日   | 皆既日食と水星の太陽面通過が同時に起きる。 |
| Astronomy and astrophysics | 西暦11,575年2月28日   | 金環食と水星の太陽面通過が同時に起きる。 |
| Astronomy and astrophysics | 西暦13,425年9月17日   | 水星の太陽面通過と金星の太陽面通過がほぼ同時に起きる。 |
| Astronomy and astrophysics | 西暦13,727年          | 地球の歳差運動によりベガが北極星になる。 |
| Astronomy and astrophysics | 13,000年後            | この時までに歳差運動によって地球の赤道傾斜角が反対になり、夏と冬が逆になる。これは地球の近日点が近づき、太陽からの遠日点が離れていくのと同様に、陸の割合が高い事で北半球の季節がより明確になる事を意味する。 |
| Astronomy and astrophysics | 西暦15,232年4月5日    | 皆既日食と金星の太陽面通過が同時に起きる。 |
| Astronomy and astrophysics | 西暦15,790年4月20日   | 金環食と水星の太陽面通過が同時に起きる。 |
| Astronomy and astrophysics | 14,000 - 17,000年後   | 地球の歳差運動によりカノープスが南極星になるが、天の南極から10°の範囲までしか近づかない。 |
| Astronomy and astrophysics | 西暦20,346年          | りゅう座α星が北極星になる。 |
| Astronomy and astrophysics | 西暦27,800年          | ポラリスが再び北極星になる。 |
| Astronomy and astrophysics | 27,000年後            | 地球の軌道離心率が0.00236になり、最小の値になる。（現在の離心率は0.01671） |
| Astronomy and astrophysics | 西暦38,172年10月      | 太陽面通過の中で最も珍しい、海王星から見た天王星の太陽面通過が生じる。 |
| Astronomy and astrophysics | 西暦69,163年3月       | 水星の太陽面通過と金星の太陽面通過が同時に起きる。 |
| Astronomy and astrophysics | 西暦70,000年          | 百武彗星 (C/1996 B2)が太陽から3410天文単位の遠日点を通った後、回帰へと転じる。 |
| Astronomy and astrophysics | 西暦224,504年4月      | 水星の太陽面通過が起きた後、金星の太陽面通過が起きる。 |
| Astronomy and astrophysics | 西暦571,741年         | 火星から見た地球の太陽面通過と、同じく火星から見た金星の太陽面通過が同時に起きる。 |
| Astronomy and astrophysics | 600万年後             | 彗星のC/1999 F1は最も長い公転周期の彗星として知られているが、太陽から66,600天文単位(1.05光年)の遠日点を通った後、回帰へと転じる。                                                                            |

## カレンダー上の予測
|                            | 現在からの年数 | 出来事               | 出来事                                                                                               |
| -------------------------- | -------------- | -------------------- | --- |
| Astronomy and astrophysics | 10,000         | —                    | グレゴリオ暦の季節のずれがおおよそ10日ほどになる。                                                   |
| Astronomy and astrophysics | 10,867         | 西暦12,892年 6月10日 | ユダヤ暦が太陽暦から徐々にずれて、過越が北半球の夏至に行われるようになる（つまり春分の日がずれる）。 |
| Astronomy and astrophysics | 18,849         | 西暦20,874年         | ヒジュラ暦とグレゴリオ暦が同じ年号を用いる。この後ヒジュラ暦は遅くなりグレゴリオ暦に追い抜かれる。   |
| Astronomy and astrophysics | 25,000         | —                    | イスラムのカレンダー表が月の相の暦で10日ほどずれる。                                                 |
| Astronomy and astrophysics | 46,876         | 西暦48,901年3月1日   | ユリウス暦(365.25日)とグレゴリオ暦(365.2425日) の間隔が1年ほど開く。                                 |

## 核物質
|                               | 現在からの年数 | 出来事 |
| ----------------------------- | -------------- | --- |
| Particle physics              | 10,000         | 核兵器の廃棄所である核廃棄物隔離試験施設は管理期間を1万年として、来訪者に対して複数の言語（国連の公用語とナバホ語）とピクトグラムで警告している。（Human Interference Task Force(英語版)はアメリカに将来の核の記号の基礎理論を提供している） |
| Particle physics              | 20,000         | ウクライナとベラルーシの2,600 km2 (1,000 sq mi)に渡るチェルノブイリ立入禁止区域は1986年のチェルノブイリ原子力発電所事故以来人が住まなくなったが、この頃には人間にとって安全になる。                                                          |
| Geology and planetary science | 30,000         | 2009年の世界のエネルギー消費予測(英語版)によれば、高速増殖炉に使われるウランの現在知られている備蓄量を使うまでの時間。 |
| Geology and planetary science | 60,000         | 2009年の世界のエネルギー消費予測(英語版)によれば、軽水炉に使われるウランを海水から抽出して全て使用するまでの時間。 |
| Particle physics              | 211,000        | 最も重要な、ウランからの長期核廃棄物であるテクネチウム99の半減期。 |
| Particle physics              | 250,000        | 使用したプルトニウムを保存したニューメキシコ州の核廃棄物隔離試験施設が稼働を停止し、人間にとって致命的でなくなるまでの最小の時間。 |
| Particle physics              | 1570万         | ウランからの長期核廃棄物で最も半減期が長いヨウ素129の半減期。 |
| Geology and planetary science | 6000万         | 1995年の世界のエネルギー消費予測(英語版)によれば、核融合に使われるリチウムを海水から抽出して全て使用するまでの時間。 |
| Geology and planetary science | 50億           | 1983年の世界のエネルギー消費予測(英語版)によれば、高速増殖炉に使われるウランを海水から抽出して全て使用するまでの時間。 |
| Geology and planetary science | 1500億         | 1995年の世界のエネルギー消費予測(英語版)によれば、核融合に使われる重水素を海水から抽出して全て使用するまでの時間。 |